# Jablko sváru

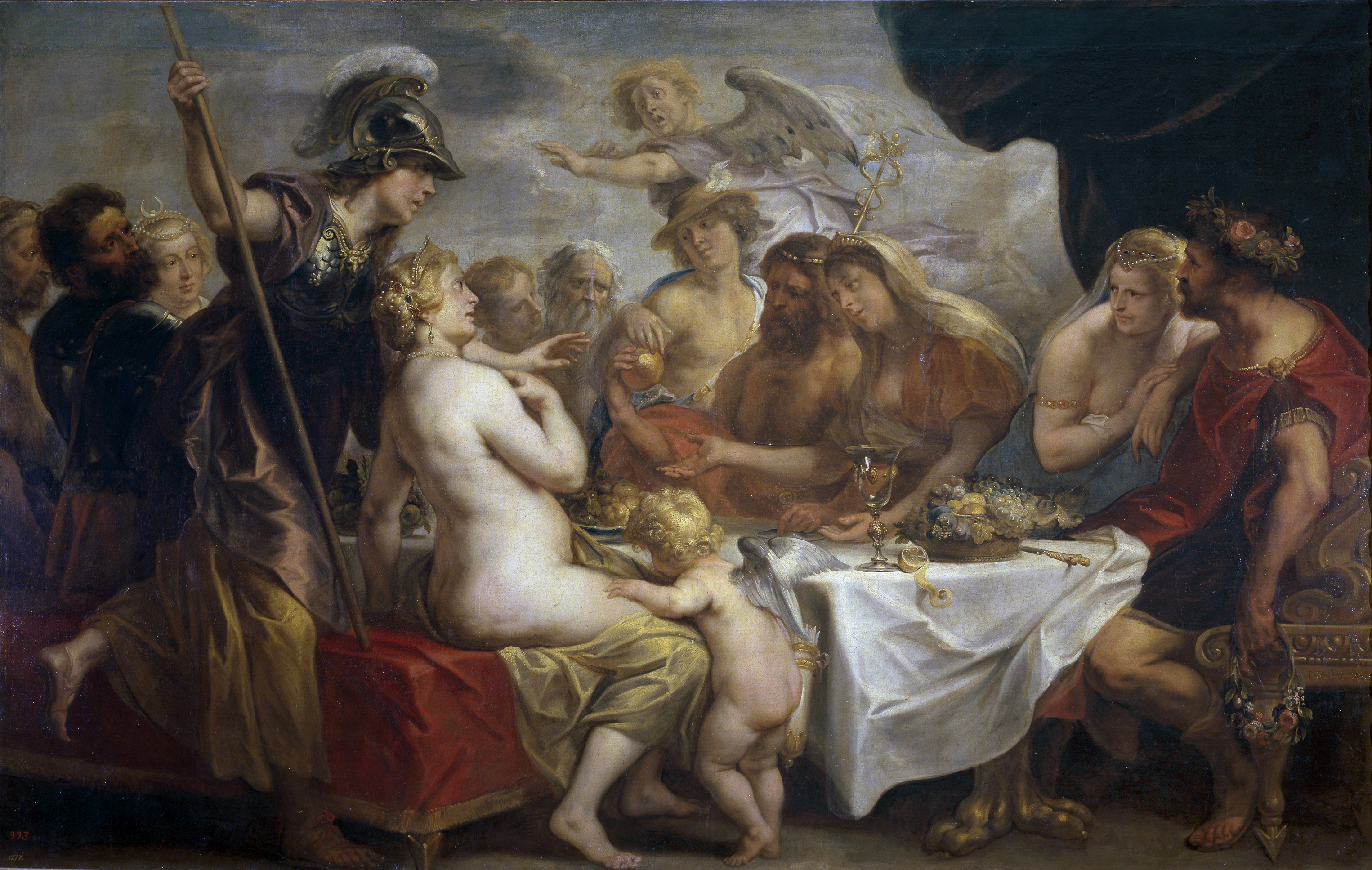
Jacob Jordaens – Zlaté jablko sváru (1633)

Jablko sváru je ustálené slovní spojení, které vešlo do slovníku jako rčení. Užívá se pro vyjádření něčeho, co zapříčinilo neshodu, složité jednání nebo spor či nepřátelství mezi jednajícími. Slovní spojení má původ v legendě pocházející z řecké mytologie.

## Původ rčení

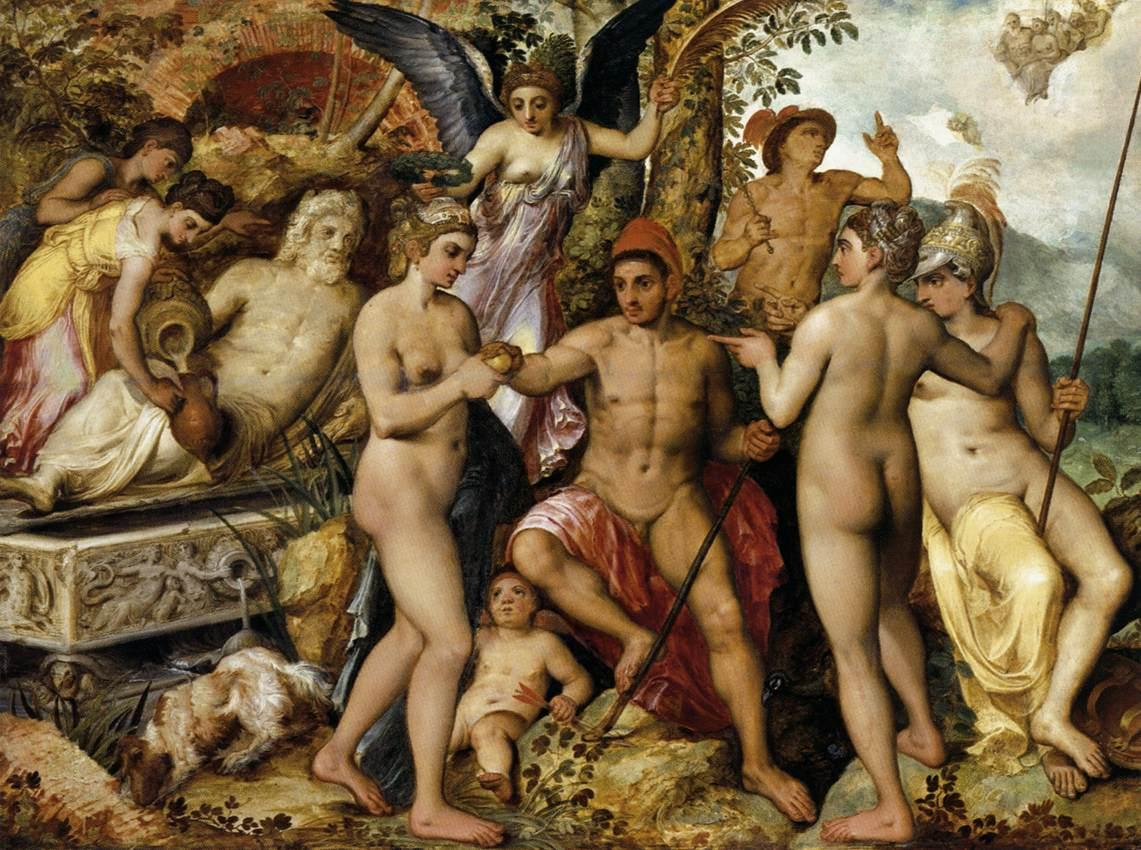
Obraz Paridův soud namalovaný Fransem Florisem v polovině 16. století zobrazující Parida předávajícího jablko sváru do rukou bohyně krásy Afrodity

Než se trojský princ Paris narodil, jeho matka měla sen, že porodila hořící pochodeň a celá Trója shořela. Symbolika byla nad slunce jasná – Paris přinese zkázu. Chlapec byl proto ihned po narození odložen v horách. Řecká mytologie a antické tragédie ovšem jednohlasně praví, že před osudem utéct nelze. V božském světě, který probíhal v časové paralele s tím lidským, se měla konat svatba bohyně Thetis s člověkem. Na svatbu dostali pozvánku všichni bohové – až na bohyni sváru Eris. Naplněná touhou po pomstě utrhla ze zahrady Hesperidek zlaté jablko. Za chvíli už jablíčko opatřené nápisem „Té nejkrásnější“ putovalo mezi Héru, Athénu a Afroditu. Když Paris coby pastýř hlídal své stádo, tři bohyně jej požádaly, aby zhodnotil, která z nich oplývá největším půvabem. Podle Parida to byla Afrodita. Ta mu odměnou slíbila, že se ožení s nejkrásnější ženou na světě, spartanskou královnou Helenou. Bohyně mu také odtajnila jeho původ a Paris se záhy vydal do Tróji, kde se představil svým biologickým rodičům. Později se setkal s Helenou a přiměl ji, aby s ním utekla. Útěk způsobil válku trvající celých deset let. Trója byla nakonec vybrakována a srovnána se zemí. Zlaté jablko, zvané také jako Paridovo zlaté jablko nebo jablko sváru, tehdy způsobilo ohromnou tragédii.
Frekventované "jablko sváru" je někdy nahrazeno méně frekventovaným spojením "zlaté jablko". To zaznamenává v proměnách času stále širší škálu užívání. Kontextuální zasazení jsou různá: Nákupní maniaci si pod zlatým jablkem připomenou populární obchodní centrum, intelektuálové brodící se napříč knihkupectvími zase osobitou poetiku Jana Skácela („V lese na zlaté jabloni / rozkvétá večer, přes den roste / a v pohádce je všechno prosté / z ryzího zlata jablko. / Kdo utrhne je, pověz, kdo?“) nebo Milana Kundery (povídka Zlaté jablko věčné touhy), případně historický román Zlaté jablko (v originále Der Goldene Apfel – Geschichten aus der Geschichte) Sigrid-Marie Größingové. Tento stručný výčet slouží jako důkaz toho, že kolokace "zlaté jablko" je v českém jazykovém obrazu světa ustálená a ukotvená.